# João Carlos Augusto de Oyenhausen-Gravenburg
João Carlos Augusto de Oyenhausen-Gravenburg  (Lisboa, 12 de outubro de 1776 — Moçambique, 28 de março de 1838) primeiro e único visconde e Marquês de Aracati, foi um nobre, militar e administrador colonial português.

## Vida
Era filho ilegítimo de Karl August von Oeynhausen-Gravenburg, Conde de Oyenhausen-Gravenburg, oficial alemão radicado em Portugal; sendo assim enteado da célebre poetisa D. Leonor de Almeida Portugal, 4ª marquesa de Alorna.
Sentou praça como aspirante na Marinha Real em 1793. Foi para o Brasil como governador do Pará, tendo também governado a capitania do Ceará (1803 — 1807), a de Mato Grosso (1807 — 1819) e a de São Paulo (1819 — 1822).
Apesar de ter apoiado o movimento pela Independência do Brasil, fez oposição, junto com José da Costa Carvalho, ao grupo de José Bonifácio, motivo pelo qual foi demitido do cargo de governador de São Paulo.
Foi senador do Império do Brasil pela província do Ceará (1826 a 1831). Ocupou ainda os cargos de ministro da Marinha e dos Estrangeiros. Neste último enfrentou o episódio da esquadra francesa, comandada pelo almirante Roussin, que invadiu a barra do Rio, em 6 de julho de 1828, buscando indemnizações relativas aos barcos franceses sendo atacados no Brasil. Também teve que negociar o final da Guerra da Cisplatina com a Argentina, juntamente com José Clemente Pereira, que tornou o Uruguai independente em 27 de agosto de 1828. Deixou o ministério em 13 de abril de 1829.
Quando brigadeiro das forças armadas do Império do Brasil, foi agraciado com o título nobiliárquico de visconde de Aracati, em 22 de janeiro de 1826 pelo Imperador D. Pedro I do Brasil de quem era amigo pessoal e confrade na maçonaria. Passado precisamente um ano, ao celebrar 50 anos, foi elevado a Marquês de Aracati pelo mesmo Imperador.
Viajou para a Europa depois da abdicação de D. Pedro I (1822 — 1831), deixando de assumir o cargo de senador. Desgostoso com a Regência Trina Provisória, renunciou à cidadania brasileira e a todas as vantagens adquiridas no Brasil, aceitando o posto de governador de Moçambique, uma das províncias ultramarinas do Império português, onde faleceu.

## Origem
João Carlos Augusto de Oyenhausen-Gravenburg nasceu em Lisboa em 1776, filho de Karl von Oeynhausen-Gravenbourg, conde e militar alemão.  O nome de sua mãe é desconhecido, por ter nascido de uma relação descomprometida de seu pai.  anterior ao seu casamento, que só se deu em 1779. Este, como conde, fazia parte da corte inglesa, nesta época pertencente ao Sacro Império Romano.[carece de fontes?] Karl Von Oeynhausen-Gravenbourg foi contratado pela missão de Marquês de Pombal para uma renovação do exército português e, durante o período de trabalho em Portugal, o militar conheceu a Marquesa de Alorna, Leonor de Almeida, com quem se casou em seguida. Para isso, teve de se converter à religião católica. Karl Von Oeynhausen-Gravenbourg foi batizado no Palácio Real de Queluz, no distrito de Lisboa. A união colocou o militar dentro da vida social cortesã, sendo então a Casa de Fronteira e Alorna uma das famílias mais influentes da nobreza portuguesa, fazendo parte das principais tomadas de decisões da corte. Em 1790, três anos antes de sua morte, Karl Von Oeynhausen-Gravenburg era intitulado “Marechal de Campo das Forças de sua Majestade”.
João Carlos Augusto d’Oeynhausen-Gravenburg nasceu neste contexto cortesão na condição de filho bastardo de Karl Von Oeynhausen-Gravenbourg, fato que representava um grande estigma para a aristocracia do Antigo Regime português. João Carlos Augusto d’Oeynhausen-Gravenburg foi criado por sua mãe, uma alemã cuja identidade é desconhecida pelos documentos históricos oficiais, até os 12 anos de idade.  Em 1788, sua mãe falece, passando a ser criado pela esposa de seu pai, Leonor de Almeida e a conviver com seus meio-irmãos. Leonor de Almeida teve uma educação requintada, com uma vasta bagagem cultural, adquirida no período de dezoito anos que passou em um convento. Assim, ela aderiu às ideias esclarecidas, fazendo com que, mais tarde, fosse estimada nas cortes de Madri, de Versalhes e de Londres. Oeynhausen-Gravenburg convive então com a autora de inúmeros poemas e trabalhos epistolares, assim como a tradução ao português de obras europeias. Cinco anos depois, em 1793, também morre Karl Von Oyenhausen-Gravenbourg. A perda dos pais durante a juventude foi seguida de seu ingresso na Marinha Real Portuguesa. É provável que para tal decisão, João Carlos Augusto d’Oeynhausen-Gravenburg tenha se inspirado na carreira militar de seu pai. 

## Carreira e Atuações Políticas
Seu ingresso na marinha portuguesa em 15 de abril de 1793 foi o começo de sua longa carreira militar, antecedendo sua atuação política na administração colonial. Alistou-se como aspirante na Armada Real, passando à Guarda Marinha em 5 de junho do mesmo ano. Em 6 de novembro de 1796, Oyenhausen-Gravenburg finalizou o curso naval e, na mesma semana, foi promovido a Segundo Tenente. Em 22 de julho de 1797, torna-se Capitão do Exército Real. Dois anos mais tarde, em 1799, é enviado a servir no Brasil, onde chega como Capitão-General.
O destaque de contribuição política de Oyenhausen-Gravenburg tem foco em quatro momentos, quando foi governador das capitanias do Ceará (1803-1807), do Mato Grosso (1807-1819), São Paulo (1819-1822) e ministro das Relações Exteriores do Brasil (1827-1829).

### Governo da Capitania do Ceará (1803-1807)
Em ofícios trocados entre Oyenhausen-Gravenburg e o Visconde de Anadia, é possível entender a presença do governador em áreas de grande importância para a sociedade, como a saúde pública. Em abril de 1804, Oyenhausen-Gravenburg escreveu ao Visconde tratando de vacinações e comércio de escravos:
“Tendo o príncipe regente Nosso Senhor ordenado aos Comandantes e Capitães Gerais dos seus domínios ultramarinos por aviso de 4 de outubro de 1802, que procurassem introduzir nas suas respectivas capitanias o uso da inoculação das bexigas e dessem conta dos efeitos que produzissem; Participou em consequência desta ordem, o atual governador e capitão geral de Moçambique, que naquela capital, e distritos adjacentes há tanto conhecimento da inoculação, e da sua utilidade, que esta pratica é muito usual, e que estão os seus habitantes tão familiarizados com ela que uns e outros se inoculam depois que principiam a sentir as bexigas, mesmo trabalhando, sem experimentar mal efeito pois de cem inoculados apenas morre um, e que ultimamente se observou um capitão de um navio francês inoculou com a vacina duzentos e cinquenta e seis negros de que constava a carregação e que só lhe morreu um, e que finalmente todos os carregadores ali inoculam as suas escravaturas, de que tem tirado muita vantagem. A vista deste exemplo, de que V. Exª se pode servir para aos habitantes dessa capitania a utilidade da inoculação, espera S. A. R que V. S os persuada adotarem este preservativo de um dos maiores flagelos da humanidade.” 
A varíola, referida como bexiga em certos momentos históricos do Brasil, foi um problema de saúde pública no qual Oyenhausen-Gravenburg agiu enquanto governador. A carta trata do período em que trabalhou na capitania do Ceará, mas a questão permaneceu durante seu governo em Mato Grosso e São Paulo. Oyenhausen-Gravenburg teve um envolvimento sistemático em questões sanitárias, ligadas a vacinas, aulas de cirurgia, organização de hospitais (lazaretos e militares) e ações epidemiológicas que visaram o combate a doenças contagiosas. Enquanto foi governador da capitania de Mato Grosso, teve forte participação na instalação do Hospital Real Militar de Vila Bela, determinando que fossem ministradas aulas de cirurgia aos estudantes de medicina a partir de 1808. Tomou decisões de forma ampla para a mitigação da enfermidade, introduzindo práticas higiene e saúde pública, atenção a córregos, cuidados urbanos e destinação do lixo. Desta maneira, estabeleceu no meio político uma visão da incidência de enfermidades como resultante de diversos fatores sociais e geográficos.

### Governo da Capitania de Mato Grosso (1807-1819)
Enquanto governador da Capitania de Mato Grosso, Oyenhausen-Gravenburg respondia a ofícios estrangeiros orientado por d. Rodrigo de Souza Coutinho, então ministro da Guerra e Negócios Estrangeiros. Em agosto de 1809, o governador, em ofício, enviou às províncias espanholas de Moxos e de Santa Cruz de la Sierra uma caixa de quina da corte portuguesa como forma de demonstrar simpatia diplomática. Quina, nome popular para Cinchona officinalis, é uma planta medicinal originária da América do Sul que passou a ser utilizada oficialmente pela Faculdade de Medicina de Paris no século XVII, tendo propriedades de cuidado de febres e representando possibilidades comerciais ao Brasil. Foi registrada no catálogo farmacêutico real no início do século XIX, sendo usada como moeda de troca diplomática.
Segundo o historiador Mendonça, Oyenhausen-Gravenburg, Marquês de Aracati, "promoveu e auxiliou a navegação pelo Tapajós, organizou uma companhia de mineração, fundou os hospitais de S. João do Lázaros e a Santa Casa de Misericórdia, criou um corpo de artilheiros marinheiros e fez construir barcas canhoneiras, instalou um curso de cirurgia, e cuidou com devotamento da instrução pública" enquanto governador da Capitania de Mato Grosso. Para Mendonça,  Oyenhausen-Gravenburg, "fez-se benquisto do povo mato-grossense e patenteou notáveis qualidades de homem de governo”.

### Governo da Capitania de São Paulo (1819-1822)
Em seu governo paulista, Oeynhausen-Gravenburg: ordenou o primeiro levantamento acerca de portadores de hanseníase, promoveu investimentos ao Hospital Real Militar de São Paulo que existia desde o início do século XIX e promoveu a instalação de uma Junta Vacínica com seu colega da Academia Real de Ciências de Lisboa, Justiniano de Mello Franco. Tal parceria ocorreu por então ser Mello Franco experiente na difusão das práticas de vacinação, tendo trabalhado em Portugal anteriormente.

No começo da década de 1820, o governador fez uma classificação da malha viária da Capitania de São Paulo, constatando que apenas uma em sete vias principais não partia da cidade de São Paulo, o que denota a centralidade da cidade no afunilamento das estradas da região. A exceção era a via de Santos a Iguape. Já as outras seis eram, segundo o historiador Hernani Maia Costa, 
"a estrada para o Rio de Janeiro, pelo Vale do Paraíba, a 390 km; a que ligava a capital paulista ao Rio Grande do Sul, passando por Cotia, Sorocaba, Itapetininga, Faxina (Itapeva), Castro e Curitiba; a estrada para Franca, passando por Jundiaí, Campinas, Mogi Mirim e Batatais, de 462 km; a via para Minas Gerais, com 119 km, que percorria Juqueri, Atibaia e Bragança; o caminho para Constituição (Piracicaba), de 119 km, que passava por Itu e Porto Feliz; e a de Ubatuba, passando por Santos (trecho mais importante), São Sebastião e Caraguatatuba, de 280 km. Dessas vias principais, saíam pequenas ramificações que ligavam outras vilas e freguesias. O trecho entre a cidade de são Paulo e o porto de Santos era tão importante que, no dizer de Richard Morse, funcionava como a 'jugular do planalto'."

### Ministério das Relações Exteriores do Brasil (1827-1829)
Enquanto ministro das Relações Exteriores, Oyenhausen-Gravenburg teve de exercer seu papel diplomático no momento delicado da Guerra Cisplatina. Seu posicionamento era de  defesa do Imperador D. Pedro I. Em suas afirmações, o Marquês de Aracati expressava que o Imperador “estivera animado das melhores intenções com seus vizinhos, fosse qual fosse sua forma de governo, e nunca mandara exércitos de observação à fronteira da Argentina, nem provocara a guerra”. Quando criticado pela posição, argumentava que o Brasil prezava pela paz, tendo como objetivo governar a província “baseado em princípios liberais e interesses recíprocos”.

## Constitucionalismo Paulista
Oyenhausen-Gravenburg foi o responsável pelas primeiras medidas que levaram São Paulo a aderir ao constitucionalismo. O militar foi visto como pertencente ao pensamento reformista ilustrado: apoiava o estabelecimento de um sistema centrado na constituição, desde que liderado pelo rei. Em março de 1821, Oyenhausen-Gravenburg promoveu a divulgação do decreto constitucionalista de D. João VI dentre a população paulista, recomendando a esta que colocasse luminárias em suas casas como maneira de demonstrar gratidão ao monarca. Segundo o historiador Oberacker, Oyenhausen-Gravenburg criou um cenário de  "transição sem atritos da capitania do sistema absoluto para o governo popular".